# Incanto (Andrea Bocelli)
Incanto è un album di Andrea Bocelli, uscito nel 2008, frutto di tre anni di lavoro congiunto tra il tenore lajatichino e l'Orchestra Sinfonica Giuseppe Verdi di Milano, diretta dal maestro Steven Mercurio.

## Descrizione
Rappresenta un omaggio ai grandi interpreti del passato che hanno fatto la storia della musica italiana; sono presenti infatti melodie di Enrico Caruso, Beniamino Gigli, Mario Del Monaco e l'inedito Pulcinella, che porta il nome del compositore Sergio Cirillo in collaborazione all'arrangiatore Antonello Cascone.
Queste le parole di Bocelli durante la presentazione di Incanto, avvenuta appunto a Napoli.
Il 21 febbraio 2009 Bocelli è stato ospite della trasmissione Che tempo che fa dove è stato premiato per i Dischi di platino ed il raggiungimento di 1 500 000 copie vendute nei primi quattro mesi di uscita dell'album.

## Tracce
1. Un amore così grande
2. O surdato 'nnammurato
3. Mamma
4. Voglio vivere così
5. Santa Lucia
6. Funiculì funiculà
7. Because
8. Vieni sul mar
9. Granada
10. Era de maggio
11. A Marechiare
12. E vui durmiti ancora [11]
13. Non ti scordar di me
14. Pulcinella

## Formazione
- Andrea Bocelli - voce
- Maurizio Sansone - tastiera
- Pasquale De Angelis - basso
- Gianluca Mirra - batteria
- Emidio Ausiello - percussioni
- Fausto Mesolella - chitarra classica
- Corrado Sgandurra - chitarra
- Paolo Costa - basso
- Lele Melotti - batteria

## Classifiche

### Classifiche settimanali
| Classifica (2008) | Posizione massima |
| ----------------- | ----------------- |
| Australia         | 33                |
| Austria           | 40                |
| Belgio (Fiandre)  | 42                |
| Belgio (Vallonia) | 21                |
| Canada            | 10                |
| Danimarca         | 20                |
| Finlandia         | 20                |
| Francia           | 28                |
| Germania          | 56                |
| Giappone          | 110               |
| Grecia            | 1                 |
| Irlanda           | 11                |
| Italia            | 5                 |
| Norvegia          | 15                |
| Nuova Zelanda     | 21                |
| Paesi Bassi       | 15                |
| Portogallo        | 15                |
| Regno Unito       | 12                |
| Stati Uniti       | 8                 |
| Spagna            | 68                |
| Svizzera          | 40                |
| Ungheria          | 2                 |

### Classifiche di fine anno
| Classifica (2008) | Posizione |
| ----------------- | --------- |
| Grecia            | 11        |
| Italia            | 25        |
| Paesi Bassi       | 79        |
| Ungheria          | 12        |
| Classifica (2009) | Posizione |
| Italia            | 84        |
| Stati Uniti       | 112       |
| Ungheria          | 77        |